# Saint-Mandé-sur-Brédoire
Saint-Mandé-sur-Brédoire település Franciaországban, Charente-Maritime megyében. Lakosainak száma 298 fő (2022. január 1.). Saint-Mandé-sur-Brédoire Aulnay, Contré, La Villedieu, Vinax, Ensigné és Asnières-en-Poitou községekkel határos.

## Népesség
A település népessége az elmúlt években az alábbi módon változott:
| Lakosok száma | 430  | 354  | 318  | 318  | 305  | 308  | 309  | 311  | 307  | 298  |
|               | 1968 | 1982 | 1990 | 2006 | 2013 | 2015 | 2017 | 2019 | 2020 | 2022 |